# Vaccinium pilosilobum
Vaccinium pilosilobum är en ljungväxtart som beskrevs av J. J.Smith. Vaccinium pilosilobum ingår i Blåbärssläktet, och familjen ljungväxter. Inga underarter finns listade i Catalogue of Life.